# Baby Boss : Retour au Berceau
Baby Boss : Retour au Berceau, ou Le Bébé Boss : Retour au Berceau au Québec, (The Boss Baby: Back in the Crib) est une série télévisée d'animation américaine en 28 épisodes de 23 minutes créée par Brandon Sawyer et mise en ligne les 19 mai 2022 et 13 avril 2023 sur Netflix.
La série poursuit les événements relatés dans le film Baby Boss 2 : Une affaire de famille, sorti en 2021.

## Synopsis
Après les péripéties de Baby Boss 2 : Une affaire de famille, Theodore Templeton est accusé de détournement de fonds, Ted redevient Baby Boss pour se cacher chez son frère Tim en se faisant passer pour l'un de ses enfants.

## Fiche technique
Sauf indication contraire, les informations mentionnées dans cette section peuvent être confirmées par la base de données cinématographiques IMDb,  présente dans la section « Liens externes ».
- Titre original : The Boss Baby: Back in the Crib
- Titre français : Baby Boss : Retour au Berceau
- Titre québécois : Le Bébé Boss : Retour au Berceau
- Création : Brandon Sawyer
- Réalisation : Emmanuel Deligiannis (supervision), Lisa Schaffer
- Scénario : Brandon Sawyer
- Direction artistique : Dave Pressler (en)
- Casting : Ania Kamieniecki-O'Hare et Cymbre Walk
- Musique : Ben Bromfield et Ryan Elder
- Production déléguée : Brandon Sawyer
- Production exécutive : Benjamin Kaltenecker
- Sociétés de production : DreamWorks Animation Television
- Pays d'origine :  États-Unis
- Langue originale : anglais
- Genre : série d'animation, comédie
- Durée : 23 minutes

## Distribution
| Voix françaises - Stefan Godin : Théodore Lindsay « Ted » Templeton Jr. / Baby Boss (Bébé Boss en VQ) - Aloïs Agaësse-Mahieu : Timothy Leslie « Tim » Templeton enfant - Damien Witecka : Timothy Leslie « Tim » Templeton adulte - Juliette Poissonnier : Tina Templeton, la nouvelle Baby Boss - Élisa Bardeau : Tabitha Templeton - Delphine Braillon : Carole Templeton - Virginie Emane : Surveillante Sans filtre, PDG de Baby Corp - Julien Meunier : Bradley, membre du conseil - Charlyne Pestel : Baby Simmons, R&D - Éric Peter : Buddy des RH - Kaycie Chase : JJ - Fabrice Trojani : Pip - Charlotte Daniel : Melissa - Sarah Usai-Mery : Yvette - Hannah Mertens : Mia - Enzo Ratsito : Antonio | Voix originales - JP Karliak : Théodore Lindsay « Ted » Templeton Jr. / The Boss Baby, Chip - Max Mittelman : Timothy Leslie « Tim » Templeton - Mary Faber : Tina Templeton, la nouvelle Baby Boss - Ariana Greenblatt : Tabitha Templeton - Krizia Bajos : Carole Templeton - Nicole Byer : NannyCam Sans filtre, PDG de Baby Corp - Andy Richter : Bradley, membre du conseil - Mara Junot : Baby Simmons, R&D - Kevin Michael Richardson : Buddy des RH - Alex Cazares : JJ - Karan Soni : Pip - Zeke Alton : Dez - Kari Wahlgren : Marsha Krinkle - Kyle Chandler : Binkerton, garde forestier |

 Source et légende : version française (VF) sur RS Doublage

## Épisodes

### Saison 1 (2022)
1. Retour à la case Baby (The Business Boss: Back in Baby) Résumé - Théodore Lindsay Templeton Alias Baby Boss est poursuivie par le F.B.I pour fraude commise par Bradley un collègue. Théodore boit du lait secret de chez Baby's Corp pour redevenir un bébé pour 48hr fuir le F.B.I va demander un coup de main à son frère Tim es va aussi demander un coup de main Tina pour le fournir en lait super secret. Baby Boss est de retour et veut avoir un travail chez Baby's Corp son ancien poste responsable du terrain que Tina tient. L'équipe est composé de J.J , Pip et Dez vont avoir une mission Bibliothèque arrêt une vieille femme pinceuse de poux.
2. Mission promenade (The Stroll) Résumé - L'équipe de terrain Tina, Baby Boss, J.J, Pip et Dez va faire tout pour savoir comment Izzi un bébé de 5 % chevelure et trop belle attrape des poux qui est vraiment derrière ça.
3. Au pot, les gros mots ! (Potty Mouth) Résumé -  Un gros mot est dit par un bébé 5% devant la tv qui a pu lui apprendre ce gros mot. Tina veut à tout prix savoir qui veut dire ce mot qu'elle va le rechercher sur internet et va bloquer tout le monde avec pompon parentale.
4. Les Amis imaginaires (Imaginary Friends) Résumé - Tina se crée un ami imaginaire monsieur Poter qui ressemble à Ted. Ted à dure d'accepter monsieur Poter comme réel que Baby Boss va suivre une formation à sensibilité de ses collègues bébés avec leurs amis imaginaire. Baby boss va se créer une amie imaginaire Melissa qui veut détruire monsieur Poter dont Baby Boss ne sait pas qu'il a créé.
5. Guerre de territoire (Turf War) Résumé - Baby Brutale fille un 5 % commence une guerre de terrain avec  son nouveau vélo. Tina à du mal se faire amie à amie avec Brutale qu'elle va aussi  devenir la mission Tina va remettre les choix en place et apprend qu'elle ne peut se faire aimer de tous les bébés.
6. Échanges et négociations (Trading Up) Résumé - Baby Boss est obligé de prendre une journée de repos il y a dure es ne veut faire une pause qu´il va travailler avec Tabitha. Malgré sa pause, Baby Boss voir l´équipe qui est en mission  contre un Antoino Babysitter des Anti-Calinou. Baby boss ne peut s'empêcher d'intervenir.
7. En joue ! (War of the Cheeks) Résumé - Un jeu de famille et lancé Tina veut à tout prix avoir le bébé ours qu'elle commence à péter un plomb quand elle n'a pas le bébé ours.
8. La Convention Techno Kid (Techy Tykes) Résumé - Tina et Baby Boss veulent montrer à Tabitha que Baby's Corp est cool à côté de son amie Yvette mais Tabitha ne comprend par le secte des 5%. Baby boss et Tina invités en secret Tabitha et Tim chez Baby's Corp pour Techno kids es montré que les bébés sont cools.
9. Un anniversaire très improvisé (Birthday Blues) Résumé - Ted à son anniversaire doit le fête forme de bébé et va le passer avec Carol à Chicago tous ne se passe aussi bien que prévu.
10. Cibles mouvantes (Sitting Ducks) Résumé - Les Anti-Calinou se font piéger mais en retour Mia arrive avec Tina mais Ted lui ne se laisse pas faire facilement comme faire revenir Tina qui est en manque de sa mère et dit vraiment tout des projets. Une deuxième mission est mise en place, tous se passe bien quand le canard pète les plombs les bébés vont t-il soit ce que les Anti-Calinou ont comme projet.
11. L'Arme fatale (The Big Dumpling) Résumé - Un concours de bébés avec les 5% sont en place or les Anti-Calinou ont échangé les bébés du concours les bébés de terrain vont récupérer les bébés 5% poursuivie par les Anti-Calinou les bébés de terrain vont-il arriver avant que baby Souveillance sans fil Pdg envoie UOB.
12. Le Grand incendie médieval de Londres de 1135 (The Great Medieval London Fire of 1135)Résumé  Plusieurs bébés sont contre la secte des 5% es veut arrêt ce secte.  En même temps, Baby Souveillance sans fil Pdg à un projet d'arrêt les Anti-Calinou avec UOB.

### Saison 2 (2023)
La saison 2 est diffusée le 13 avril 2023.
1. Le projet "Templeton sans titre" (Untitled Templeton Project) Résumé - l´équipe sans nom n´a plus d'argent pour travailler es aidé les bébés, Baby Boss et Tina responsable de l´équipe va tout faire pour aider un bébé Katie que tous le monde déteste.
2. L'amour des toutous (Puppy Love) Résumé - En manque de clients, Tina propose de s'occuper de toutous, vole pour gagner un peu d´argent entre temps Carol essaie de vendre sa boutique mais va finalement la louer aux bébés.
3. Biscuit toxique (Biscuits Rising) Résumé - Biscuits crosilent et  engager pour la PDG baby Corp détruire l´équipe de baby boss et Tina qu'il va tendre des pièges dans un hôtel.
4. On a rampé sur la lune (Moon Shot) Résumé Pour avoir plus d'amour, l´équipe l´aidé de faire un faut vol sur la lune mais en même temps les Lux6 vont aussi avoir la même idée.
5. L'éveil de l'enfant intérieur (Inner Children)Résumé - Suzanne essaie de refaire la formule du lait super secret et va arriver avent plusieurs erreurs mais Tina qui doit juste le lait non ressuie de Suzanne. Mais demande Yvette de jeter en même temps la mayonnaise fraise qu'elle va mélanger avec le lait. Chad le seul client vient prend mayonnaise fraise es retomber en bébé et partage la mayo à tout le monde.
6. Une mission explosive (Poompf!) Résumé - Biscuits crosilent à décider de détruire le nounours des bébés en accusent l´équipe mayonnaise Ville.
7. Le feu aux couches (The Heat Is On) Résumé
8. Ma précieuse (One Tricked Pony)
9. Fédéral, que dalle ! (Federal Slumber Party)
10. Bien dans sa couche (Floaties)
11. Un braquage croustillant (Breaking the Bank)
12. Pour la haine de ce bébé ! (Hate That Baby!)
13. Au nord de la frontière (North of the Border)
14. En tout état de cause (Intensive Purposes)
15. Un ours inébranlable (The Unshakeable Bear)
16. Biberonville (Ba-Ba Town) Résumé - Ted était sur le point de retrouver sa vie d´adulte juste une erreur du médecin la barbe Ambre fournit du lait super secret aux bandits de la ville Tina est sur les nerfs et veut arrêter Ambre comment faire pour les arrêts. J.J a une idée, faire revenir des anciens de baby Corp la vieille équipe et réunit Stacy,  Jimbo, les triples, Mega baby (Cody) et Scooter vient aider Baby Boss.